# Phoxocephalopsis gallardoi
Phoxocephalopsis gallardoi is een vlokreeftensoort uit de familie van de Phoxocephalopsidae. De wetenschappelijke naam van de soort is voor het eerst geldig gepubliceerd in 1984 door Barnard & Clark.